# البلشتي (مسلسل)
مسلسل كوميدي عرض في 1 رمضان 1431هـ الموافق 11 أغسطس 2010 على قناة فنون الفضائية.

## ملخص القصة
يتألف المسلسل من 30 حلقة متصلة منفصلة، تحمل في كل حلقة قصة وحكاية من حكايات الزمان في النصب والاحتيال على الناس، ومحاولة القبض على الجاني الذي يسعى بكل ما أوتي من قوة ودهاء الهروب من العدالة وسط أحداث كوميدية.

## الفنانين في العمل
أحمد السلمان
سعاد علي
سمير القلاف
خليفة خليفوه
عبد الله الطير
عماد العكاري ( الضابط )
أحمد العونان
جهاد
حسن عبد الرسول
إسماعيل الراشد
وليد الظاعن
نادية كرم
عادل الفضلي
عبد العزيز الدليخ
فرحان هلال
أحمد زيدان